# Liste der Ramsar-Gebiete in Estland
Die Ramsar-Gebiete Estlands umfassen insgesamt 17 Feuchtgebiete mit einer Gesamtfläche von 306.481 ha, die unter der Ramsar-Konvention registriert sind (Stand April 2022). Das nach dem Ort des Vertragsschlusses, der iranischen Stadt Ramsar, benannte Abkommen ist eines der ältesten internationalen Vertragswerke zum Umweltschutz. In Estland trat die Ramsar-Konvention am  29. Juli 1994 in Kraft.
Zu den Ramsar-Gebieten Estlands zählen viele Typen von Feuchtgebieten wie Marschland, Salzwiesen, Flüsse, Bäche, Süß- und Brackwasserseen, Grundwassersysteme, Lagunen, Seegraswiesen, Küstenlinien und unbewohnte Inseln, Bruch- und Laubwälder, Heidegebiete, Weideland, Feuchtwiesen und Hecken, Moore und Sümpfe, Korallenriffe, Wattflächen und Strände.
Im Folgenden sind alle Ramsar-Gebiete Estlands alphabetisch geordnet aufgelistet.
| Nr. | Name des Gebiets                     | Bild            | Ramsar-Gebietsnr. | Ausweisungs- datum | Fläche (ha) | Höhe (m) | Management- plan | Region                                         | Lage                     |
| --- | ------------------------------------ | --------------- | ----------------- | ------------------ | ----------- | -------- | ---------------- | ---------------------------------------------- | ------------------------ |
| 1   | Agusalu                              |                 | 1999              | 27. Jan. 2010      | 11000       |          | Nein             | Kreis Ida-Viru                                 | 59,075° N, 27,55083° O   |
| 2   | Alam-Pedja                           |                 | 905               | 5. Juni 1997       | 34220       |          | Ja               | Kreis Tartu, Kreis Jõgeva und Kreis Viljandi   | 58,47944° N, 26,19667° O |
| 3   | Endla                                |                 | 907               | 5. Juni 1997       | 10110       |          | Ja               | Kreis Jõgeva, Kreis Lääne-Viru und Kreis Järva | 58,87222° N, 26,14194° O |
| 4   | Haapsalu-Noarootsi                   | Bild gesucht BW | 2022              | 8. Feb. 2011       | 27450       |          | Ja               | Kreis Lääne                                    | 59,16417° N, 23,50194° O |
| 5   | Hiiumaa Islets and Käina Bay         |                 | 908               | 5. Juni 1997       | 17700       |          | Nein             | Kreis Hiiu und Hiiumaa                         | 58,8045° N, 22,92983° O  |
| 6   | Laidevahe                            | Bild gesucht BW | 1271              | 24. März 2003      | 2424        |          | Nein             | Kreis Saare und Saaremaa                       | 58,315° N, 22,86472° O   |
| 7   | Leidissoo                            | Bild gesucht BW | 1998              | 27. Jan. 2010      | 8178        |          | Nein             | Kreis Lääne                                    | 59,10694° N, 23,73528° O |
| 8   | Lihula                               |                 | 1997              | 27. Jan. 2010      | 6620        |          | Nein             | Kreis Lääne und Kreis Pärnu                    | 58,65944° N, 23,9425° O  |
| 9   | Luitemaa                             |                 | 1962              | 27. Jan. 2010      | 11240       |          | Nein             | Kreis Pärnu                                    | 58,16361° N, 24,53° O    |
| 10  | Matsalu                              |                 | 104               | 29. März 1994      | 48610       |          | Nein             | Kreis Lääne                                    | 58,7575° N, 23,58278° O  |
| 11  | Muraka                               |                 | 909               | 5. Juni 1997       | 13980       |          | Nein             | Kreis Ida-Viru                                 | 59,14143° N, 27,08886° O |
| 12  | Nigula                               |                 | 910               | 5. Juni 1997       | 6430,9      |          | Nein             | Kreis Pärnu                                    | 58,01194° N, 24,67389° O |
| 13  | Peipsiveere                          |                 | 906               | 5. Juni 1997       | 34610       |          | Nein             | Kreis Tartu                                    | 58,38822° N, 27,2667° O  |
| 14  | Puhtu-Laelatu-Nehatu Wetland Complex |                 | 911               | 5. Juni 1997       | 4640        |          | Nein             | Kreis Lääne                                    | 58,56667° N, 23,55° O    |
| 15  | Sookuninga                           | Bild gesucht BW | 1748              | 27. Dez. 2007      | 5869        |          | Nein             | Kreis Pärnu                                    | 58,00389° N, 24,82528° O |
| 16  | Soomaa                               |                 | 912               | 5. Juni 1997       | 39639       | 15–30    | Nein             | Kreis Pärnu und Kreis Viljandi                 | 58,44056° N, 25,10778° O |
| 17  | Vilsandi                             |                 | 913               | 5. Juni 1997       | 23760       |          | Nein             | Kreis Saare und Saaremaa                       | 58,37861° N, 21,87722° O |